# ヴァルフェネーラ
ヴァルフェネーラ（伊: Valfenera）は、イタリア共和国ピエモンテ州アスティ県にある、人口約2,400人の基礎自治体（コムーネ）。

## 地理

### 位置・広がり

#### 隣接コムーネ
隣接するコムーネは以下の通り。括弧内のTOはトリノ県、CNはクーネオ県所属を示す。
- カンタラーナ
- チェッラレンゴ
- ドゥジーノ・サン・ミケーレ
- フェッレーレ
- イゾラベッラ (TO)
- モンタ (CN)
- ヴィッラノーヴァ・ダスティ

#### 地震分類
イタリアの地震リスク階級 (it) では、4 に分類される
。

## 行政

### 分離集落
ヴァルフェネーラには、以下の分離集落（フラツィオーネ）がある。
- Bricco Sossi, Bricco Visconti, San Rocco, San Sebastiano, Valzuolo, Villata